# Омська область
О́мська о́бласть (рос. О́мская о́бласть) — суб'єкт Російської Федерації у південно-західному Сибіру. Входить до складу Сибірського федерального округу.
- Населення — 2 034 600 осіб (2006). Густота населення — 14,6 особи/км² (2005), питома вага міського населення — 69,0 % (2005)
- Адміністративний центр — м. Омськ

## Історія
Уперше область була утворена в 1822 році під час реформ графа М. Сперанського. Згодом, назви й кордони регіону змінювалися неодноразово: область Сибірських киргизів (з 1854 року), Акмолінська область (з 1868 року), Омська область (з 1917 року), Омська губернія (з 1918 року). Скасована в 1925-ому року при введенні до складу Сибірського краю. Знову утворена 7 грудня 1934 року й містила в собі всю територію нинішніх Омської й Тюменської, а також частини Курганської й Свердловської областей. Після декількох урізувань в 1943 році область отримала сучасні кордони.

## Територія і географія
Площа — 141 100 км², що становить:
- 2,8 % території Сибірського федерального округу;
- 0,8 % території Росії.

Територія області тягнеться на 600 кілометри з півдня на північ і на 300 кілометрів зі сходу на захід. Головна водна артерія — Іртиш та її притоки Ішим, Омь, Оша, Тара. Область розташована на Західно-Сибірській рівнині, що обумовлює плоский рельєф. На півдні — степ, що поступово переходить у лісостеп, ліс і болотисту тайгу на півночі. Ґрунти піщані, мулисті. Уздовж Іртиша спостерігається «оазисний» мікроклімат, з більше лісистим ландшафтом. Тут — найродючіші землі регіону.

## Клімат
Клімат різко континентальний: зима холодна, сонячна й сніжна, літо спекотне, сухе. Середня температура січня −19 °C, липня +19 °C, з типовими відхиленнями до −35 °C й +35 °C, відповідно. Опадів 300—400 мм на рік.

## Часовий пояс
Омська область перебуває в часовому поясі, позначуваному по міжнародному стандарту як Omsk Time Zone (OMST/OMSST). Зсув відносно UTC становить +6:00 (OMST, зимовий час)/+7:00 (OMSST, літній час), оскільки в цьому часовому поясі діє перехід на літній час. Щодо Московського часу пояс має постійний зсув +3 години й позначається в Росії відповідно як MSK+3. Омський час відрізняється від поясного часу на одну годину, бо на території Росії діє декретний час.

## Населення
За даними на 2006 рік, населення області становить 2 034 600 осіб. Приблизно половина населення області, 1,1 млн осіб, мешкає в адміністративному центрі — місті Омську, на півдні області. Більша частина іншого населення мешкає уздовж головних транспортних осей: Транссибірської залізничної магістралі, що перетинає область зі сходу на захід та річки Іртиш, що тече з півдня на північ. Цей «транспортний хрест» зображений на гербі області.
Національний склад області станом на 2010 рік:
| Національність | Осіб      | Частка, % |
| -------------- | --------- | --------- |
| Росіяни        | 1 648 097 | 85,8      |
| Казахи         | 78 303    | 4,1       |
| Українці       | 51 841    | 2,7       |
| Німці          | 50 055    | 2,6       |
| Татари         | 41 870    | 2,2       |
| інші           | 49 981    | 2,6       |

Національний склад по районах у % станом на 2010 рік:
| район                   | росіяни | казахи | українці | німці  | татари |
| ----------------------- | ------- | ------ | -------- | ------ | ------ |
| м. Омськ                | 84,9 %  | 3,2 %  | 1,9 %    | 1,3 %  | 1,8 %  |
| Азовський ННР           | 61,0 %  | 7,9 %  | 5,1 %    | 19,7 % | 1,3 %  |
| Большереченський район  | 83,5 %  | 1,5 %  | 0,5 %    | 1,1 %  | 10,7 % |
| Великоуківський район   | 94,4 %  | 0,1 %  | 0,5 %    | 1,3 %  | 0,3 %  |
| Горьковський район      | 89,1 %  | 3,2 %  | 1,3 %    | 2,7 %  | 0,8 %  |
| Знаменський район       | 90,6 %  | 0,1 %  | 0,5 %    | 1,0 %  | 6,2 %  |
| Ісількульський район    | 79,3 %  | 8,5 %  | 2,1 %    | 7,0 %  | 0,5 %  |
| Калачинський район      | 89,8 %  | 0,8 %  | 2,2 %    | 2,6 %  | 0,7 %  |
| Колосовський район      | 89,8 %  | 0,9 %  | 0,6 %    | 0,8 %  | 6,1 %  |
| Корміловський район     | 88,1 %  | 2,6 %  | 1,7 %    | 2,8 %  | 0,9 %  |
| Крутінський район       | 90,8 %  | 2,9 %  | 0,7 %    | 1,3 %  | 0,3 %  |
| Любинський район        | 83,8 %  | 2,8 %  | 1,9 %    | 6,6 %  | 0,6 %  |
| Мар'яновський район     | 76,8 %  | 7,0 %  | 3,2 %    | 8,4 %  | 1,4 %  |
| Москаленський район     | 73,1 %  | 11,5 % | 3,1 %    | 8,5 %  | 1,3 %  |
| Муромцевський район     | 92,2 %  | 0,3 %  | 0,8 %    | 1,1 %  | 3,8 %  |
| Називаєвський район     | 83,5 %  | 10,9 % | 0,6 %    | 2,5 %  | 0,4 %  |
| Нижньоомський район     | 92,1 %  | 1,0 %  | 1,3 %    | 2,2 %  | 0,5 %  |
| Нововаршавський район   | 68,3 %  | 16,7 % | 5,2 %    | 4,4 %  | 2,2 %  |
| Одеський район          | 63,4 %  | 4,9 %  | 21,4 %   | 6,4 %  | 0,5 %  |
| Оконешніковський район  | 86,4 %  | 4,9 %  | 1,6 %    | 1,8 %  | 1,0 %  |
| Омський район           | 86,8 %  | 2,3 %  | 2,2 %    | 3,6 %  | 1,1 %  |
| Павлоградський район    | 52,2 %  | 16,6 % | 24,6 %   | 3,5 %  | 0,5 %  |
| Полтавський район       | 70,2 %  | 1,2 %  | 16,6 %   | 7,6 %  | 0,3 %  |
| Русько-Полянський район | 63,2 %  | 14,3 % | 10,9 %   | 6,9 %  | 0,7 %  |
| Саргатський район       | 88,7 %  | 1,7 %  | 1,5 %    | 3,9 %  | 1,1 %  |
| Седельниковський район  | 92,8 %  | 0,1 %  | 0,5 %    | 1,0 %  | 2,7 %  |
| Тавричеський район      | 75,2 %  | 9,9 %  | 6,1 %    | 4,4 %  | 0,8 %  |
| Тарський район          | 86,8 %  | 0,1 %  | 0,6 %    | 1,3 %  | 7,7 %  |
| Теврізький район        | 74,9 %  | 0,2 %  | 0,6 %    | 0,6 %  | 21,4 % |
| Тюкалінський район      | 92,3 %  | 2,8 %  | 0,6 %    | 1,3 %  | 0,4 %  |
| Усть-Ішимський район    | 71,8 %  | 0,1 %  | 0,7 %    | 0,8 %  | 24,3 % |
| Черлакський район       | 84,7 %  | 4,6 %  | 2,6 %    | 4,7 %  | 0,6 %  |
| Шербакульський район    | 65,4 %  | 16,9 % | 4,1 %    | 8,9 %  | 0,8 %  |

## Адміністративний поділ
1. Азовський німецький національний район
2. Большереченський район
3. Великоуківський район
4. Горьковський район
5. Знаменський район
6. Ісилькульський район
7. Калачинський район
8. Колосовський район
9. Корміловський район
10. Крутинський район
11. Любинський район
12. Мар'яновський район
13. Москаленський район
14. Муромцевський район
15. Називаєвський район
16. Нижньоомський район
17. Нововаршавський район
18. Одеський район
19. Оконешніковський район
20. Омський район
21. Павлоградський район
22. Полтавський район
23. Русько-Полянський район
24. Саргатський район
25. Седельниковський район
26. Тавричеський район
27. Тарський район
28. Тевризький район
29. Тюкалінський район
30. Усть-Ішимський район
31. Черлацький район
32. Шербакульський район